# Oglesby, Texas
Oglesby là một thành phố thuộc quận Coryell, tiểu bang Texas, Hoa Kỳ. Năm 2010, dân số của xã này là 484 người.

## Dân số
- Dân số năm 2000: 458 người.
- Dân số năm 2010: 484 người.